# テレビ朝日本社ビル
テレビ朝日本社ビル（テレビあさひほんしゃビル）は、東京都港区六本木の六本木ヒルズ内に所在するビル。株式会社テレビ朝日の本社である。2003年9月29日に正式運用が開始された。
設計者はプリツカー賞受賞者の槇文彦。施工は竹中工務店。ビル北側のガラス張り部分がアトリウムになっており、公式グッズストア「テレアサショップ」のほか、番組ディスプレースペースと喫茶スペースを設置し、一般公開している。
本項では、改築前の「テレビ朝日六本木センター」や、改築期間中に使用していた四谷・東陽町の放送センターにも言及する。

## スタジオ
大型スタジオである第1、第2スタジオは地下1階に、主に報道・情報系番組で使用されている第3、第4、第5スタジオ、および報道局と一体化された報道スタジオ（ニュースルーム・スタジオ）は4階に位置している。21、22、61、62、64、65スタジオは、主に中継番組の送出サブ（受けサブ）やBS・CSの番組で使用されており、スタジオ部分の床面積は狭い。
テレビ朝日本社ビルの床面積は、他の在京キー局と比べ狭く、これにより一般的な汎用スタジオも少ないため、旧本社と同じ敷地に現存するアーク放送センターは近代化工事を経て、現在も事実上の「本社別館」として稼動を続けている。

## 六本木センター

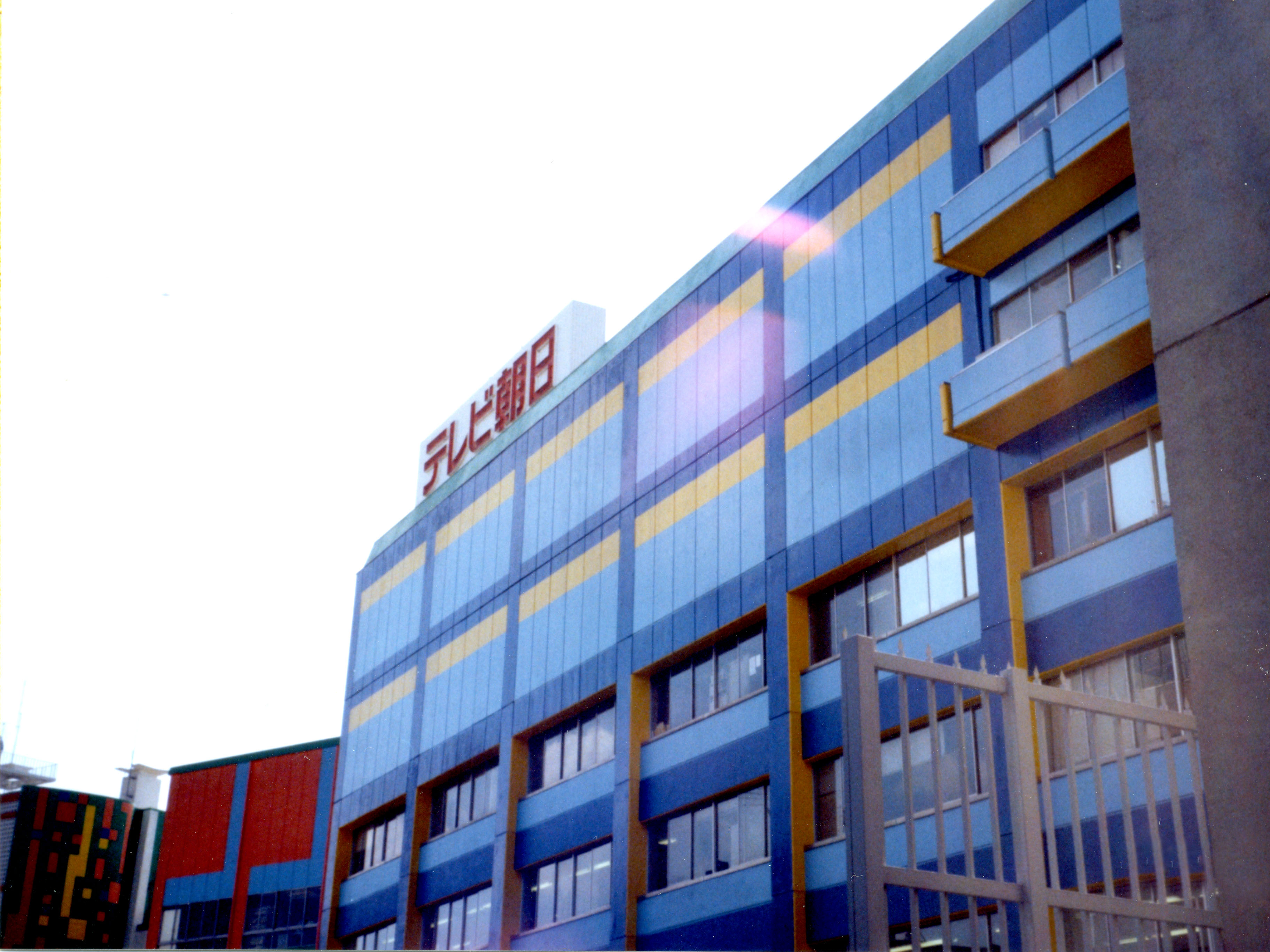
六本木センター

テレビ朝日の前身にあたる日本教育テレビ（NETテレビ）は、開局当時に
- 御茶ノ水の（初代）岸記念体育会館
- 虎ノ門のホテルオークラ東京の隣接地
- 原宿にある銀行所有地
- 新宿区河田町（のちのフジテレビ河田町旧本社敷地）
- 練馬区東大泉（東映東京撮影所敷地）

などを社屋の建設候補地に挙げていたが、アクセスの利便性と拡張ポテンシャルを考え、麻布材木町（現在の六本木6-4-10）にある東映の敷地を社屋の建設地に決定した。
初代社屋の設計者は久米建築事務所、施工は清水建設。1958年11月24日、日本教育テレビが本社社屋の竣工式を行った。当時の本館ビルは4階建て、中央のエレベーター塔より西側の部分にオフィス部分を設置し、東側に第1スタジオ（413㎡）、第2スタジオ（330㎡）、第3スタジオ（330㎡）、第4スタジオ（222㎡）と4つのスタジオを設置した。地下部分は社員食堂、空調設備、電力設備のスペースになっていた。
NETテレビの社屋は、その後も事業拡大とともに増築を重ねてきた。
1965年には第1別館（延べ面積2,092㎡）が完成され、分散していた報道機能が集約された。1970年には事務所用の第3別館（地上4階・地下1階建て、延べ面積5,365㎡）と第7スタジオが、1973年には地上6階・地下2階の第4別館（延べ面積4,177㎡）がそれぞれ完成した。
1979年には、テレビ朝日が取得したニッカウヰスキーの元所有地にあるレンガ館・つた館の使用を始め、テレビ朝日が独占放送する1980年モスクワオリンピックを控えていたスポーツ局が入居した。また、1980年には六本木通りに面した社有地に地上6階・地下2階の六本木別館（延べ面積2,468㎡）を完成した。1970年代末期、六本木センターは本館、第1 - 第5別館、本館事務所棟、新事務所棟、5スタ棟、レンガ館、大道具棟、リハーサル棟、中継機材庫など、合わせて13棟にもおよぶ建築群への発展を遂げた。
1985年にはテレビ朝日アーク放送センターが完成してテレビ朝日の本社機能一部が移転し、六本木にある本社敷地が「六本木センター」と呼ばれるようになった。

## 四谷放送センター
新宿区四谷に立地し、スタジオ2つを有して1997年から新社屋完成までの期間、六本木センターの代替スタジオとして運用されていた。この当時はアーク放送センターにあった主調整室とも接続されており、このスタジオから受けサブなしで生放送が可能であった。テレビ朝日が現本社ビルへ移転した後には、テイクシステムズ管理下の貸スタジオとして2005年まで運用されており、その後はCSデジタル放送制作会社へ譲渡され、現在は東急グループのポスプロ会社・イメージスタジオ109が保有している。

### スタジオ
収録番組を中心に、『トゥナイト2』など一部生放送の番組でも使用されていた。
- 11スタジオ（HD/SD、155坪）
- 12スタジオ（SD、100坪）

## 東陽町放送センター
江東区新砂にあり、2000年から新社屋完成までの期間、六本木センター第7スタジオの代替スタジオとして運用されていた。四谷同様にアーク放送センターにあった主調整室と接続されており、同所から受けサブなしで生放送が可能な設備であった。
こちらは四谷放送センターとは違い、期間限定で借用した土地に期間限定で建造された建物であり、グランドスタジオクラスの汎用スタジオ1つのみで運用されていた。生放送のレギュラー番組としては『ミュージックステーション』で運用されており、それ以外では広いスタジオを必要とする番組の収録に使われていた。なお、東陽町放送センターは先述通り期間を限定して建てられたことから、現本社稼働後直ちに閉鎖され解体、その後本来の土地所有者に戻された。